# Sistema Cantareira
O Sistema Cantareira é o maior dos sistemas administrados pela Sabesp destinados a captação e tratamento de água para a Grande São Paulo e um dos maiores do mundo, sendo utilizado para abastecer 8,8 milhões de habitantes.
Durante a seca na Região Sudeste do Brasil em 2014–2017 o sistema cantareira foi um dos mais afetados. A gestão da Sabesp foi responsabilizada pela crise.

## História
Por volta de 1960, o governo paulista preocupado com o alto crescimento demográfico da cidade de São Paulo e dos municípios vizinhos, cuja população já totalizava 4,8 milhões de habitantes, decide reforçar o abastecimento de água da Região Metropolitana de São Paulo planejando a construção de diversas represas nas nascentes da bacia do rio Piracicaba, iniciando assim o Sistema Cantareira.[carece de fontes?]
Em 1966 iniciou-se a construção das barragens de Paiva Castro e Águas Claras na bacia do Rio Juqueri com capacidade de 2 mil litros/segundo, e posteriormente as barragens de Cachoeira e Atibainha na bacia do rio Piracicaba com capacidade de 9 mil litros/segundo. Em 1976 foram iniciadas as construções das barragens de Jaguari e Jacareí na bacia do rio Piracicaba, acrescentando uma capacidade de 22 mil litros/segundo ao sistema. Em março de 2018, após a seca na Região Sudeste do Brasil em 2014–2017, entrou em operação a transferência de cerca de 5 mil litros/segundo da bacia do rio Paraíba do Sul para o Sistema Cantareira.
A gestão do Sistema Cantareira é de responsabilidade da Agência Nacional de Águas (ANA) e do Departamento de Águas e Energia Elétrica do Estado de São Paulo (DAEE).  Apesar do sistema estar localizado integralmente em território paulista, recebe água de uma bacia hidrográfica de gestão federal. A ANA e o DAEE fazem o acompanhamento por meio dos dados de níveis da água, vazão e volume armazenado, e definem dentro de suas atribuições legais as normas e regras que determinam a operação do sistema. Já a operação é realizada pela Companhia de Saneamento Básico do Estado de São Paulo (Sabesp), responsável por observar as restrições estabelecidas e comunicar os casos de necessidade de operação emergencial.

## Características

### Estrutura
O Sistema Cantareira é composto por seis represas:
- Paiva Castro (1972), no rio Juqueri
- Águas Claras (1973),  no ribeirão Santa Inês, no topo da Serra da Cantareira
- Cachoeira (1974), no rio Cachoeira
- Atibainha (1975), no rio Atibainha
- Jaguari (1981), no rio Jaguari
- Jacareí (1981), no rio Jacareí

Também fazem parte do sistema a Estação Elevatória Santa Inês e a Estação de Tratamento de Água do Guaraú.

### Funcionamento
No sistema os seis reservatórios são interligados por um complexo sistema composto por um canal, 48 km de túneis e uma estação de bombeamento de alta tecnologia para ultrapassar a barreira física da Serra da Cantareira. O sistema chama atenção ainda pela distância de sua estrutura em relação ao núcleo urbano ao qual ela serve e também pela extensão da sua área de drenagem, que se estende até o sul do estado de Minas Gerais.
1. A partir das represas Jaguari e Jacareí, que são interligadas entre si através de um canal e operam na cota 844 metros, as águas do sistema descem por gravidade através do túnel 7 para a Represa Cachoeira;
2. Da Represa Cachoeira, que opera na cota 822 metros, descem através do túnel 6 para a Represa Atibainha;
3. Na Represa Atibainha, que opera na cota 787 metros, junta-se ao sistema as águas da bacia do rio Paraíba do Sul vindas do reservatório da Usina Hidrelétrica Jaguari através de bombeamento, descendo através do túnel 5 para o Rio Juqueri. É neste momento que as águas das bacias do rio Piracicaba e do rio Paraíba do Sul são transferidas para a bacia do rio Tietê;
4. Através do Rio Juqueri as água chegam a Represa Paiva Castro, que opera na cota 745 metros, e através do túnel 3 chegam a Estação Elevatória Santa Inês;
5. A Estação Elevatória Santa Inês bombeia as águas através dos túneis 1 e 4 para a Represa Águas Claras, que opera na cota 860 metros, vencendo assim a barreira natural da Serra da Cantareira. Este reservatório tem uma função de segurança, permitindo que o funcionamento do sistema prossiga por até 3 horas em caso de alguma paralisação;
6. Da Represa Águas Claras as águas finalmente descem por gravidade através do túnel 2 para a Estação de Tratamento de Água do Guaraú,[10] que opera na cota 830 metros e onde são tratados atualmente 23 m3/s de água.[9]

O sistema atende na Região Metropolitana de São Paulo a Capital (zonas Norte e Central e parte das zonas Leste e Oeste), além dos municípios de Franco da Rocha, Francisco Morato, Caieiras, Osasco, Carapicuíba e São Caetano do Sul, e também parte dos municípios de Guarulhos, Barueri, Taboão da Serra e Santo André.

## Crise hídrica de 2014–2016
Devido a sucessivas baixas históricas no início de 2014, a Agência Nacional de Águas (ANA) e o Departamento de Água e Energia Elétrica de São Paulo (DAEE) determinaram uma redução da vazão máxima de captação de água do sistema, de 31 para 27,9 m3/s, a partir de 10 de março de 2014. Para atender esta determinação, a Sabesp utilizou água dos sistemas Guarapiranga e Alto Tietê para abastecer clientes antes atendidos pelo sistema Cantareira.
Em 1 de fevereiro de 2014, a Sabesp anunciou um programa de descontos, válido de fevereiro a setembro, para incentivar a redução do consumo de água de clientes atendidos pelo sistema Cantareira. Clientes que reduzirem em ao menos 20% o consumo em relação à média dos 12 meses de 2013 terão desconto de 30% na conta.
Em 17 de março de 2014, a Sabesp iniciou obras nas represas de Nazaré Paulista e Joanópolis, orçadas em 80 milhões de reais, para captar o chamado "volume morto", uma reserva de 300 bilhões de litros de água que fica abaixo do nível das atuais comportas e que é capaz de abastecer a região metropolitana de São Paulo por 4 meses.
Em 18 de março de 2014, o então governador de São Paulo, Geraldo Alckmin, pediu autorização para retirar água do Rio Paraíba do Sul e colocá-la no sistema Cantareira. Essa autorização teve que ser analisada pela Agência Nacional de Águas já que o Paraíba do Sul é um rio interestadual e é utilizado para abastecer o estado do Rio de Janeiro.
Em 31 de março de 2014, o governo de São Paulo e a Sabesp anunciaram a ampliação, a partir de 1 de abril, do programa de descontos nas tarifas de água e esgoto para todos os 31 municípios da região metropolitana de São Paulo atendidos pela empresa .
Em 21 de abril de 2014, durante evento na cidade de Franca, o governador Geraldo Alckmin anunciou que a Sabesp a partir de maio utilizará também 500 litros de água por segundo do Sistema Rio Grande para abastecer clientes antes atendidos pelo sistema Cantareira. Também a partir de maio, clientes da Grande São Paulo que tiverem consumo acima da média dos 12 meses de 2013 terão que pagar multa de 30% na conta.
A partir de 1 de maio, a Sabesp ampliou para mais 11 cidades o programa de desconto de 30% para quem consumir pelo menos 20% a menos do que a média de consumo de 2013, mas para estas cidades não está prevista multa caso haja aumento no consumo. As cidades são: Paulínia, Morungaba, Monte Mor, Hortolândia, Itatiba, Pinhalzinho, Bragança Paulista, Piracaia, Nazaré Paulista, Joanópolis e Vargem.
Em 15 de maio de 2014, devido ao prolongado período de secas na região que abastece o Sistema Cantareira, seus reservatórios atingiram 8,2% de sua capacidade utilizável, o pior nível desde 1974, ano em que foi criado.
Em 24 de outubro de 2014, o nível dos reservatórios do sistema Cantareira, incluindo a primeira cota da reserva técnica, atingiu 2,9% de sua capacidade. Neste dia a Sabesp incorporou a segunda cota da reserva técnica à medição do nível dos reservatórios do sistema Cantareira. Esta segunda cota possui um volume total de 105 bilhões de litros e adicionou 10,7 pontos percentuais ao nível medido.

## Reparos ambientais
A Sabesp mantém próximo à represa do Jaguari um viveiro que produz anualmente 300 mil mudas de espécies nativas destinadas ao reflorestamento e recomposição das matas ciliares. Ali também funciona um Centro de Educação Ambiental, que atende escolas e faculdades públicas e privadas. Na Represa Cachoeira, a Sabesp conserva livre de ocupação uma área de 200 hectares, visando futura recomposição vegetal.

## Controvérsias e riscos ambientais
O Sistema Cantareira corre  sérios riscos de degradação ambiental, juntamente com o Parque do Horto Florestal, com a construção do Trecho Norte do Rodoanel, segundo alguns ambientalistas. O projeto do Rodoanel tem sido objeto de intensa controvérsia, por atravessar a Serra da Cantareira, temendo-se a possibilidade de comprometimento do Sistema Cantareira e do abastecimento de água da cidade de São Paulo em razão da obra.